# Manuel Darriba
Manuel Anxo Darriba Blanco (Sarria, provincia de Lugo, 1973) es un escritor y guionista español cuya obra literaria está escrita fundamentalmente en lengua gallega.
Licenciado en Periodismo por la Universidad Complutense de Madrid y en Filosofía por la UNED. 

## Audiovisual
Trabaja como guionista profesional desde 2011. Ha escrito y dirigido los documentales Tolos por Xapón (Locos por Japón) y Prodixiosos (Prodigiosos), ambos emitidos en Televisión de Galicia, así como Pacios. As fotos da memoria (Pacios. Las fotos de la memoria), exhibido en festivales de Galicia, Noruega, Suiza, Grecia y México. Este último puede verse íntegro en YouTube. Fue guionista y director en los programas Onde vai a xente (Donde va la gente) y Un país de lerias (Un país de historias), ambos de TVG. Dialoguista y editor de diálogos en los seriales diarios O Faro (emitido en Galicia, Cataluña, Grecia e Irán) y Fontealba. Guionista en las series Vidago Palace (coproducción de TVG y Televisión de Portugal) y Serramoura (emitida en Galicia, EE.UU y Rusia) y en los programas de humor Land Róber Tunai Show (líder de audiencia en TVG) y Malo será!. Desarrolló proyectos de ficción en España y México destinados a la coproducción internacional y escribe y comercializa sus propios proyectos de cine y series. Otras series en las que ha escrito son Método criminal (TVG), O sabor das margaridas (Netflix y TVG) y Auga Seca (HBO, RTP y TVG).

## Periodismo
Trabajó como reportero y enviado especial de El Progreso de Lugo y el Diario de Pontevedra hasta 2004. En este año, fundó con José Manuel Gegúndez la agencia Transmedia, editora de publicaciones especializadas. Fue responsable de ediciones en esta empresa hasta 2010, tiempo en el que dirigió diversas revistas de ganadería, hostelería y el Anuario de la Academia Gallega del Audiovisual.
Ha colaborado en medios como Dominical (suplemento de El periódico de Catalunya, ABC y numerosos periódicos regionales), el semanario La Clave, el periódico económico Expansión, la revista GPS, la Axencia Galega de Noticias, la revista literaria Protexta, los suplementos "Crónica" y "Magazine" de El Mundo y la edición gallega de El País. Hasta 2013, publicó una columna semanal en el periódico gratuito De luns a venres.

## Literatura

### Narrativa
Su obra narrativa está considerada como vanguardista y heterodoxa. En 1997 publicó su primer título, la novela Paf Xarope, aparecida en la colección juvenil 12x22 de Sotelo Blanco. Las novelas posteriores Velada do billarista (2000) y Accidental (2004) fueron editadas en castellano en un volumen único en Bruguera. En 2013 publicó O bosque é grande e profundo, editada en español en Caballo de Troya e inscrita por algunos críticos en la corriente neorruralista de la literatura española de principios del siglo XXI.

### Poesía
Su obra poética cuenta en la actualidad con cuatro títulos (ver referencias bibliográficas) y se caracteriza por el uso de metáforas y técnicas narrativas y el interés por el paso del tiempo, la percepción de la realidad y la caducidad de la vida.

### Biografía
Con el pseudónimo de Manuel Amado, escribió las biografías de los poetas Lorenzo Varela, Uxío Novoneyra y Lois Pereiro, editadas por Galaxia y distribuidas con la prensa gallega en los Días das Letras Galegas dedicados respectivamente a estos autores.

## Obra

### Narrativa
- Paf Xarope, 1996, Sotelo Blanco.
- Outonos espectaculares, 1998, Sotelo Blanco.
- Velada do billarista, 2001, Sotelo Blanco. (En español en Bruguera).
- Accidental, 2003, Galaxia. (En español en Bruguera).
- Experimentos coa mentira, 2005, Galaxia.
- Branco, 2009, Galaxia.
- O bosque é grande e profundo, 2013, Xerais. (En español en Caballo de Troya)
- Elefante, 2018, Xerais.
- A realidade, 2021, Xerais.

### Poesía
- Calor, 1997, Espiral Maior.
- Vostede non sabe con quen está a falar, 2006, Espiral Maior.
- Os indios deixaron os verdes prados, 2010, Diputación de La Coruña.
- Santa morte, 2019, Galaxia
- Radiante, 2022, Chan da Pólvora

### Literatura infantojuvenil
- Brais e os demais, 2010, Galaxia.

### No ficción
- AGE, a emerxencia da Alternativa Galega de Esquerda, 2013, 2.0 editora. Con Daniel Salgado.

### Traducciones
- O guerreiro branco de Joanes Urkixo Beitia, 2003, Galaxia.
- Marizul de Bernardino Ribadavia, 2006, Oqo.
- Camiños sen nome de Anna Castagnoli, 2007, Oqo.

### Obras colectivas
- Na boca do lobo, 1998, Tris Tram.
- Ninguén está só, 2001, Tris Tram.
- XXV Festival da Poesia no Condado. Sem as mulheres nom há revoluçom, 2011, S. C. D. Condado.
- 150 Cantares para Rosalía de Castro (2015, libro electrónico).
- De Cantares Hoxe. Os Cantares Gallegos de Rosalía de Castro no século XXI, 2015, Fundación Rosalía de Castro/Radio Galega.

## Premios
- Premio Lueiro Rey de novela corta en 2000, por Velada do billarista.
- Premio Julio Camba en la modalidad de reportaje (3er premio) en 2001 por un reportaje sobre la vida monacal en Samos, publicado en el Dominical de El Periódico de Catalunya.
- Premio Manuel Alcántara para periodistas menores de 35 años (mención especial) en 2002 por una entrevista de fondo a la Premio Nacional de Poesía Julia Uceda, publicada en el Dominical de El Periódico de Catalunya.
- Premio ONCE Galicia de reportaje social en 2004 por un reportaje sobre familias de niños con autismo, publicado en El Progreso de Lugo.
- Premio Espiral Maior de Poesía en 2005, por Vostede non sabe con quen está a falar.
- Premio de poesía Miguel González Garcés en 2010, por Os indios deixaron os verdes prados.
- Premio Francisco Fernández del Riego de periodismo de opinión en 2013 por artículo Grises, publicado en el diario gratuito De Luns a Venres.
- Nominado al premio de Novela Europea Casino de Santiago en 2013, por O bosque é grande e profundo.
- Premio de Teatro Corto de la Asociación Galega de Guionistas en 2015, por As malas compañías.
- 3er Premio "Nós" de relato curto en 2020, por Cabalgar.